# Mehdi Quliyev
Mehdi Nadir oğlu  Quliyev (ur. 15 maja 1923 we wsi Heriknaz w rejonie Gədəbəy, zm. 25 stycznia 1976 w Baku) – radziecki żołnierz narodowości azerskiej, młodszy porucznik, Bohater Związku Radzieckiego (1943).

## Życiorys
Skończył 9 klas i szkołę uniwersytetu fabryczno-zawodowego, pracował jako kamieniarz w Baku, należał do Komsomołu, od maja 1942 służył w Armii Czerwonej. Od sierpnia 1942 uczestniczył w wojnie z Niemcami na Froncie Północno-Kaukaskim, m.in. w obronie Nalczyku, wyzwoleniu Krasnodaru, wyzwoleniu Półwyspu Tamańskiego, forsowaniu Cieśniny Kerczeńskiej i walkach o uchwycenie przyczółku na wybrzeżu Krymu, był ranny. Jako dowódca działonu 15 gwardyjskiego pułku piechoty 2 Gwardyjskiej Dywizji Piechoty 56 Armii Frontu Północno-Kaukaskiego w stopniu młodszego sierżanta 27 maja 1943 k. chutoru Gorisznyj w rejonie krymskim w Kraju Krasnodarskim odparł ok. 10 kontrataków wroga, zabijając ponad 150 żołnierzy i oficerów. 15 września 1943 przy przełamywaniu obrony przeciwnika na Półwyspie Tamańskim zniszczył granatami dwa stacjonarne karabiny maszynowe, 1 listopada 1943 wyróżnił się podczas walk o Półwysep Kerczeński, zabijając wielu niemieckich żołnierzy. W 1944 ukończył szkołę wojskową w Krasnodarze, a w 1945 kursy doskonalenia kadry oficerskiej w Tbilisi, w 1946 został zwolniony do rezerwy w stopniu młodszego porucznika. W 1948 ukończył Wyższą Szkołę Partyjną przy KC Komunistycznej Partii (bolszewików) Azerbejdżanu, pracował w organach Ministerstwa Spraw Wewnętrznych Azerbejdżańskiej SRR, dosłużył się stopnia pułkownika.

## Odznaczenia
- Złota Gwiazda Bohatera Związku Radzieckiego (17 listopada 1943)
- Order Lenina
- Order Czerwonej Gwiazdy (dwukrotnie)

I medale.